# 栃本翔平
栃本 翔平（とちもと しょうへい、1989年12月21日 - ）は、北海道札幌市出身の元ノルディックスキージャンプの選手である。

## 来歴
札幌市立藤野小学校、札幌市立藤野中学校、北海道尚志学園高等学校（現北海道科学大学高等学校）を経て、2008年から雪印乳業（2011年吸収合併により雪印メグミルク）に所属する。
小学3年生の時から札幌ジャンプ少年団に所属し 同い年の伊藤謙司郎と多くの大会でタイトルを分け合ってきた。地元で開催された2007年ノルディックスキー世界選手権札幌大会ではラージヒル個人戦で日本チーム最高の16位、団体戦では銅メダル獲得に貢献。その後のノルディックスキージュニア世界選手権では個人、団体共に銀メダルを獲得した。
2007年のサマーグランプリ白馬大会は1日目2位、2日目優勝の成績を挙げた。翌2008年のジュニア世界選手権では個人戦1本目首位に立ったものの2本目逆転されまたしても銀メダルに終わった。
2009年のチェコ・リベレツで行われた世界選手権では、個人ラージヒルでは30位以内に入れなかったため2本目に進めず、34位に終わったが、団体では1本目123.5m、2本目では127.0mの大ジャンプを決めて、日本の2大会連続銅メダル獲得の立役者となった。
2010年バンクーバーオリンピックの代表に小中学校の時に同級生だったスノーボードの工藤洸平と共に選ばれ出場、ノーマルヒルでは1回目で37位となり2回目のジャンプには進めなかった。ラージヒルでも45位で2本目に進めず、葛西紀明・伊東大貴・竹内択と組んだ団体戦では5位だった。
2012年1月7日の第53回雪印メグミルク杯全日本ジャンプ大会で、宮の森ジャンプ競技場のバッケンレコードを更新する104.0m（従来の記録は102.5m）を記録。
2017年2月4日の第29回UHB杯ジャンプ大会で大倉山ジャンプ競技場のバッケンレコードに並ぶ146.0m（冬季の現プロフィールでは新記録）を記録、史上初めて大倉山と宮の森のバッケンレコードの同時保持者となる。
2021年は国内公式戦で6年ぶりに優勝の他、2位1回、3位1回など安定して上位の成績を収めた。
2023年3月に現役を引退し、雪印メグミルクを退社。その後竹内択の「team taku」コーチ兼マネージャーに就任した。

## 主な成績

### 国際大会

#### オリンピック
- 2010年バンクーバーオリンピック（ カナダ）
  - 個人ノーマルヒル 37位
  - 個人ラージヒル 45位
  - 団体 5位（伊東大貴、竹内択、栃本翔平、葛西紀明）

#### 世界選手権
- 2007年札幌大会（ 日本）
  - 男子個人ラージヒル 16位
  - 男子団体ラージヒル 3位（栃本翔平、岡部孝信、伊東大貴、葛西紀明）
- 2009年リベレツ大会（ チェコ）
  - 男子個人ラージヒル 34位
  - 男子団体ラージヒル 3位（栃本翔平、岡部孝信、伊東大貴、葛西紀明）
- 2011年オスロ大会（ ノルウェー）
  - 男子個人ノーマルヒル 31位

#### フライング世界選手権
- 2008年オーベルストドルフ大会( ドイツ)
  - 個人 25位
  - 団体 7位（伊東大貴、葛西紀明、竹内択、栃本翔平）
- 2012年ヴィケルスン大会( ノルウェー)
  - 個人 39位
  - 団体 5位（渡瀬雄太、栃本翔平、竹内択、伊東大貴）
- 2014年ハラホフ大会( チェコ)
  - 個人 32位

#### ジュニア世界選手権
- 2005年ロヴァニエミ大会（ フィンランド）
  - 男子個人 32位
  - 男子団体 8位（伊藤謙司郎、船渡裕太、栃本翔平、竹内択）
- 2006年クラーニ大会（ スロベニア）
  - 男子個人 5位
  - 男子団体 3位（栃本翔平、佐々木悠兵、外山直也、伊藤謙司郎）
- 2007年タルヴィジオ大会（ イタリア）
  - 男子個人 2位
  - 男子団体 2位（栃本翔平、長南翼、原田侑武、伊藤謙司郎）
- 2008年ザコパネ大会（ ポーランド）
  - 男子個人 2位
  - 男子団体 5位（伊藤謙司郎、作山憲斗、細田将太郎、栃本翔平）

#### ワールドカップ
- 最高順位 6位

| シーズン | 順位 | ポイント |
| -------- | ---- | -------- |
| 2005/06  | .    | 0        |
| 2007/08  | 35.  | 109      |
| 2008/09  | 35.  | 107      |
| 2009/10  | 32.  | 124      |
| 2010/11  | 28.  | 165      |
| 2011/12  | 57.  | 23       |
| 2012/13  | .    | 0        |
| 2013/14  | 79.  | 3        |
| 2014/15  | 46.  | 79       |
| 2015/16  | 55.  | 22       |
| 2018/19  | .    | 0        |
| 2019/20  | 73.  | 2        |

#### サマーグランプリ
- 通算 優勝1回、2位1回

| シーズン | 順位 | ポイント |
| -------- | ---- | -------- |
| 2007     | 7.   | 273      |
| 2008     | 22.  | 92       |
| 2009     | 25.  | 74       |
| 2010     | 13.  | 156      |
| 2011     | 40.  | 55       |
| 2012     | .    | 0        |
| 2014     | 20.  | 103      |
| 2015     | 14.  | 162      |
| 2016     | .    | 0        |
| 2017     | .    | 0        |
| 2018     | 22.  | 88       |
| 2019     | 56.  | 17       |

#### コンチネンタルカップ
- 通算 3位2回

| シーズン | 夏   | 夏       | 冬    | 冬       | 通算  | 通算     |
| シーズン | 順位 | ポイント | 順位  | ポイント | 順位  | ポイント |
| -------- | ---- | -------- | ----- | -------- | ----- | -------- |
| 2005/06  | –    | –        | 056.  | 0089     | –     | –        |
| 2006/07  | –    | –        | 035.  | 00183    | –     | –        |
| 2007/08  | 012. | 00144    | –     | –        | –     | –        |
| 2012/13  | 0.   | 000      | –     | –        | –     | –        |
| 2013/14  | –    | –        | 0130. | 006      | 0166. | 006      |
| 2017/18  | –    | –        | 090.  | 0022     | 0123. | 0022     |
| 2018/19  | –    | –        | 033.  | 00189    | 045.  | 00189    |
| 2019/20  | 030. | 00123    | 033.  | 00151    | 032.  | 00274    |

### 国内大会
- 第42回 全国中学校スキー大会 - 優勝
- 第46回 雪印杯全日本ジャンプ大会ジュニア組 - 優勝
- 第18回 全国高等学校選抜スキー大会 - 優勝
- 第62回 国民体育大会冬季大会スキー競技会少年の部 - 優勝
- 第76回 宮様スキー大会国際競技会少年組ラージヒル - 優勝
- 第48回 雪印杯全日本ジャンプ大会少年組 - 優勝
- 第9回 伊藤杯シーズンファイナル大倉山ナイタージャンプ大会 - 優勝
- 第9回 名寄サンピラー国体記念サマージャンプ大会 - 優勝
- 第57回 HBCカップジャンプ競技会 - 優勝
- 第53回、56回 雪印メグミルク杯全日本ジャンプ大会成年組 - 優勝
- 第60回 STVカップスキージャンプ競技大会男子組 - 優勝